# Mount Laudon
Mount Laudon är ett berg i Antarktis. Det ligger i Västantarktis. Argentina, Chile och Storbritannien gör anspråk på området. Toppen på Mount Laudon är 1 505 meter över havet, eller 11 meter över den omgivande terrängen. Bredden vid basen är 1,8 km.
Terrängen runt Mount Laudon är huvudsakligen kuperad, men åt nordväst är den platt. Trakten är obefolkad. Det finns inga samhällen i närheten.